# Ferran Requejo
Ferran Requejo i Coll (Barcelona, 14 de noviembre de 1951) es un politólogo español. Catedrático de Ciencia Política de la Universidad Pompeu Fabra, ha sido miembro del Consejo Asesor para la Transición Nacional de Cataluña.

## Biografía
Requejo es doctor en Filosofía, licenciado en Filosofía e Historia y ha cursado estudios de Ingeniería industrial, especialidad Energía. Actualmente dirige el Grupo de Investigación en Teoría Política (GRTP) de la UPF y ha dirigido el Grupo de Investigación en Ciencia Política y un máster en Filosofía Política, así como el programa de doctorado en Ciencias Políticas y Sociales y el máster en Democracias Actuales: Nacionalismo, Federalismo y Multiculturalidad.
Ha sido miembro del Comité Ejecutivo del European Consortium for Political Research (1997-2003), del Comparative Federalism Research Committee (International Political Science Association), así como de la Junta Electoral Central (YAZCO, 2004-2008).
Actualmente es director de la colección "Una inmersión rápida" de Tibidabo Ediciones. Es también colaborador de los diarios La Vanguardia y Ara de Barcelona y en otros medios de comunicación. También realiza tareas de asesoramiento a partidos políticos, asociaciones de la sociedad civil en temas de profundización de la democracia, sistemas federales y organización territorial del poder, sistemas electorales y multiculturalismo.
Sus principales líneas de investigación son: teorías de la democracia, federalismo y democracias plurinacionales, liberalismo político y socialdemocracia, democracia y multiculturalismo, teoría y filosofía política.

## Política
Concurrió en el número 80 de la candidatura de Junts per Catalunya (PDeCAT) por Barcelona en las elecciones al Parlamento de Cataluña de 2017.

## Reconocimientos
Ha recibido Rudolf Wildenmann Prize europeo de investigación (1997), el premio Ramon Trias Fargas de ensayo (2002), el premio AECPA al mejor libro publicado (2006): Multinational Federalism and Value Pluralism, Routledge 2005 y la mención especial del Premio Nicolás Pérez Serrano, del Centro de Estudios Políticos y Constitucionales a la mejor tesis doctoral (1987).

## Libros
- El tren de las 17:14, Tibidabo Ediciones, Barcelona, 2017
- El sentido de la política, Arcadia/Fundación Collserola, Barcelona (con A. Bassas-L.Orriols-M. Pérez Oliva), 2016
- Politics of Religion and Nationalism. Federalism, Consociationalism and Secession, Routledge, London-New York 2014 (ed. with K.J. Nagel) (paperback edition 2016)
- Democracy Law and Religious Pluralism in Europe: Secularism and Puesto-Secularism, Routledge, London-New York 1014 (ed. with C. Ungureanu) (paperback edition 2016)
- Federalism, Plurinationality and Democratic Constitutionalism: Theory and Casas (con Miquel Caminal). Routlege, London-New York, 2012.
- La legitimidad en las democracias del siglo XXI. Uno giro hegeliano (con Ramón Valls). Editorial Académica Española, Lap Lambert Academic Publishing GmbH & Co., Saarbrücken, 2012.
- Federalism beyond Federations: Asymmetry and Procesas of Resymmetrization in Europe (con Klaus-Jürgen Nagel). Ashgate, UK 2011.
- Political Liberalism and Plurinational Democracies (con Miquel Caminal). Routledge, London-New York 2011). Versión catalana: Liberalismo político y democracias plurinacionales, Colección Clásicos del Federalismo. Instituto de Estudios Autonómicos, Barcelona 2009.
- Nations en quête de reconnaissance politique (con Alain Gagnon). Peter Lang, Brussels 2011. Versión catalana: Naciones en busca de reconocimiento. Instituto de Estudios Autonómicos, Barcelona 2010.
- Foreign Policy of Constituyente Unidos at the beginning of the 21st Century (editor). Instituto de Estudios Autonómicos, Barcelona 2010. Versión catalana: La política exterior de los entes subestatals a principios del siglo XXI. Instituto de Estudios Autonómicos, Barcelona 2010.
- Federalismo y plurinacionalidad. Teoría y análisis de casos (con Miquel Caminal). Instituto de Estudios Autonómicos, Barcelona 2010.
- Caminos de democracia. De la autonomía a la independencia. El Adelanto, Barcelona 2010.
- Desigualdades en democracia. Las teorías de la justicia socioeconómica al siglo XXI (con E. Gonzalo). Eumo Editorial, Vic 2009.
- Análisis de experiencias de democracia directa en el ámbito internacional (1995-2007) (con Jaume López). Instituto Vasco de Administración Pública, Oñate 2009.
- Las democracias. Democracia antigua, democracia liberal y estado de bienestar. Segunda edición ampliada, Ariel, Barcelona 2009.
- Multinational Federalism and Value Pluralism. Routledge, London-New York 2005. Premio de la Asociación Española de Ciencia Política al mejor libro publicado. Versión española: Federalismo Plurinacional y Pluralismo de Valoras. Centro de Estudios Políticos y Constitucionales, Madrid 2007. Versión francesa: Le Fédéralisme multinationaux te le pluralismo des valeurs. Peter Lang, Bruselas 2009).
- Democracy, Nationalism and Multiculturalism (con Ramón Máiz). Routledge, London-New York 2005.
- Pluralismo y autogobierno en el mundo. Por unas democracias de calidad. Eumo Editorial, Vic 2005.
- Federalismo plurinacional y Estado de las Autonomías. Aspectos teóricos y aplicados. Proa, Barcelona 2003. Título original: When the blind lead the mad. Premio Ramón Trias Fargas 2002.
- 80 propuestas por una nueva Europa. Convención catalana por el futuro de la Unión Europea. Generalitat de Catalunya, Barcelona 2003 (versiones en inglés, francés y español).
- Democracy and Nationalism Pluralism (editor). Routledge, London-New York 2001. Versión española: Democracia y pluralismo nacional (editor). Ariel, Barcelona 2002.
- Asimetría federal y estado plurinacional. El debate sobre la acomodación de la diversidad en Canadá, Bélgica y España (con Enric Fossas). Trotta, Madrid 1999.
- Pluralismo nacional y legitimidad democrática (editor). Proa, Barcelona 1999.
- European Citizenship, Multiculturalism and the State (coeditat con Ulrich Preuss). Nomos Verlag, Baden-Baden 1998.
- Zoom político. Democracia, federalismo y nacionalismo desde una Cataluña europea. Proa, Barcelona 1998.
- Federalismo, para qué? Editorial Tres y Cuatro, Valencia 1998.
- Teoría crítica y estado social. Socialdemocracia y neokantismo en Jürgen Habermas. Editorial Anthropos, Barcelona 1991.